# خوان اورنیا
خوان اورنیا (انگلیسی: Juan Ureña؛ زادهٔ ۱۳ دسامبر ۱۹۶۷) بازیکن فوتبال اهل اسپانیا است.
از باشگاه‌هایی که در آن بازی کرده‌است می‌توان به باشگاه فوتبال رئال بتیس اشاره کرد.